# 土岐賴純
土岐賴純（1524年－1547年12月28日）是日本戰國時代在美濃國的守護大名。父親是土岐賴武。母親是朝倉貞景的三女。

## 生平
在大永4年（1524年）出生，家中嫡男。在父親賴武死後，仍然據有大桑城並與叔父兼守護土岐賴藝和齋藤道三對峙。不過友方‧近江的六角定賴於天文5年（1536年）轉為支持賴藝方，而守護代齋藤利茂亦在定賴的仲介下，投向賴藝方等，於是漸漸處於劣勢。
天文8年（1539年）正月，與賴藝之間成立和議。不過齋藤道三暗中進行調略。天文12年（1543年）7月以後，祐向城、別府城等大桑城的支城相繼陷落，最後大桑城亦被攻下，於是向母親的實家朝倉氏的越前逃命。
天文13年（1544年）8月，在朝倉孝景（宗淳）和尾張的織田信秀支援下，計劃再次進入美濃，不過道三在6月已經收到情報。朝倉軍以朝倉宗滴為總大將，從德山谷南下，在9月19日於赤坂與斎藤軍合戰，得勝後切斷與六角氏的連絡路線；另一方面，織田軍正面攻擊道三所守的稻葉山城，在9月22日發動總攻擊，不過在城下亦有齋藤的軍勢，於是在入夜前中止攻擊，在撤退時遭到攻擊並大敗，因為這次敗戰，於是與朝倉軍一同撤回越前。
天文15年（1546年）秋，再次與賴藝和道三之間達成和議，這次和議由朝倉孝景、織田信秀向室町幕府進言，以及賴藝的同盟六角定賴的仲介。9月，經菩提山城進入大桑城，作為和議的條件，賴藝會隱退，而賴純就任美濃守護職，而且與道三的女兒結婚。不過在成為守護的1年餘後，於天文16年（1547年）11月17日突然死去，一說指是被道三殺害。享年24歲。
不過根據『土岐家譜』記載，享年49歲，法名變成南泉寺殿玉岑珪公大禪。但是因為有說法指父親賴武（政賴）的別名是賴純，於是亦有可能在『土岐家譜』上記載享年49歲的賴純，是指父親賴武，而賴武的享年亦差不多是49歲。